# ユーラーヘルメス信用保険会社
ユーラーヘルメス信用保険会社（ユーラーヘルメスしんようほけんがいしゃ、仏: Euler Hermes S.A.）は、フランスのラ・デファンスに本社を持ち、世界50カ国以上で事業を展開する信用保険会社。ドイツの金融大手・アリアンツのグループ企業である。

## 沿革
ユーラーヘルメスのルーツは、アメリカ合衆国のACI（1883年設立）、ドイツのヘルメス（Hermes、1917年設立）、イギリスのTrade Indemnity（1918年設立）、イタリアのSFAC（1927年設立）、ベルギーのCOBAC（1929年設立）などの老舗企業にあり、これらの企業が買収・合併を重ねたことにより現在のユーラーヘルメスに至っている。
1993年にSFACがCOBACを買収、続いて1996年にTrade Indemnityを買収、1998年にACIを買収し信用保険の世界最大手となると、1998年にアリアンツがSFACの株式を取得し、SFACはEuler-SFACとなった。 2000年に株式を上場後、2002年にEuler-SFACがヘルメスを買収し、翌2003年に「ユーラーヘルメス」としてブランドを統一した。
ユーラーヘルメスの設立後、日本を含むアジア太平洋や中東地域への事業拡大が続いたが、2018年にアリアンツがユーラーヘルメスの全ての株式を取得し、アリアンツの完全子会社となった。

## 日本での展開
日本においては、2000年8月にヘルメス･アンド･ユーラー・クレジット・サービセズ・ジャパンがアンダーライティングサービスを開始し、2002年3月にヘルメスグループとして日本における取引信用保険の免許を取得し、保険業界の経験豊富な日本人の代表を置き、ヘルメス信用保険会社日本支店を東京都中央区に開設し営業を開始した。
また、国内の取引信用保険に加え、2002年より輸出取引信用保険の販売も開始した。そして2003年8月に、両グループの統合に伴い社名をユーラーヘルメス信用保険会社日本支店に変更した。現在は東京都千代田区紀尾井町にオフィスをかまえる。